# Setopus bisetosus
Setopus bisetosus is een buikharige uit de familie Dasydytidae. Het dier komt uit het geslacht Setopus. Setopus bisetosus werd in 1891 voor het eerst wetenschappelijk beschreven door Thompson. 